# Umri
Umri es un pueblo y nagar Panchayat situado en el distrito de Jalaun en el estado de Uttar Pradesh (India). Su población es de 9248 habitantes (2011). 

## Demografía
Según el censo de 2011 la población de Nadigaon era de 9248 habitantes, de los cuales 4924 eran hombres y 4324 eran mujeres. Umri tiene una tasa media de alfabetización del 76,67%, superior a la media estatal del 67,68%: la alfabetización masculina es del 85,64%, y la alfabetización femenina del 66,35%.